# 257 av. J.-C.
Cette page concerne l'année 257 av. J.-C. du calendrier julien proleptique.

## Événements
- 7 avril (21 avril du calendrier romain) : début à Rome du consulat de Cnaeus Cornelius Blasio (II) et Caius Atilius Regulus Serranus. Quintus Ogulnius Gallus est élu dictateur pour organiser la célébration des Féries latines[1].
  - Le consul Regulus mène un raid de pillage contre Melita (Malte), puis rencontre les Carthaginois lors d’une bataille navale indécise au large de Tyndaris, en Sicile[2].

- Démétrios II est peut-être associé au pouvoir en Macédoine par son père Antigone II Gonatas (257/256 av. J.-C.)[3].

- Fondation par la dynastie Thục du royaume de Âu Lạc au Viêt Nam (fin en 208 av. J.-C.)[4].

- En Inde, Ashoka tente de bâtir son empire sur les bases d’une morale et d’une religion universelle, soutenues par l’inquisition et la police. Ce moralisme (dhamma ou dharma), ainsi que la politique anti-brahmanique précipiteront la division de l’empire à sa mort. Pour mettre en œuvre toutes ses réformes, Ashoka crée une catégorie spéciale de fonctionnaires, les dharma mahâmâtra, c’est-à-dire « ceux qui sont au service du dharma » (la doctrine bouddhiste)[5]. Ils dépendent directement de l’empereur et enquêtent dans les provinces. Ashoka fait améliorer les communications et l’agriculture. Il dote richement les monastères bouddhistes, ce qui ruinera les finances de l’État. Il proclame son végétarisme et interdit les sacrifices d’animaux, remplaçant les safaris par des pèlerinages. Dans la capitale, l’abattage pour la nourriture est strictement réglementé. Il proclame que ses sujets sont comme ses propres enfants, crée des hôpitaux pour les hommes et pour les animaux, continue la pratique de libérer les prisonniers une fois l’an, supprime la torture (d’après la tradition bouddhique) et accorde trois jours de sursis aux condamnés à mort[6].

## Naissances
- Aristophane de Byzance (date approximative).